# Władysław opolski

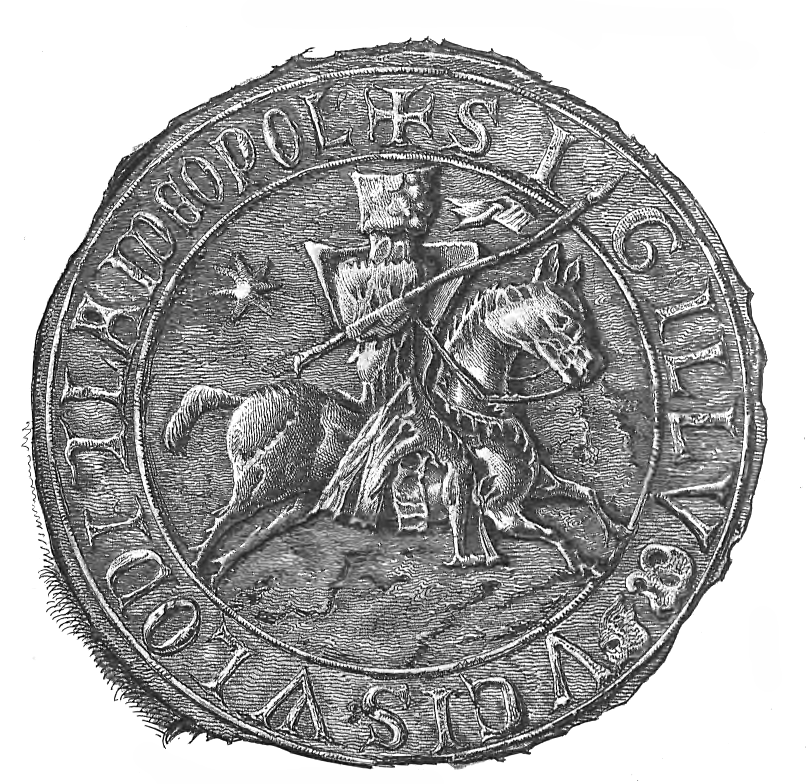
Pieczęć konna Władysława opolskiego z 1247

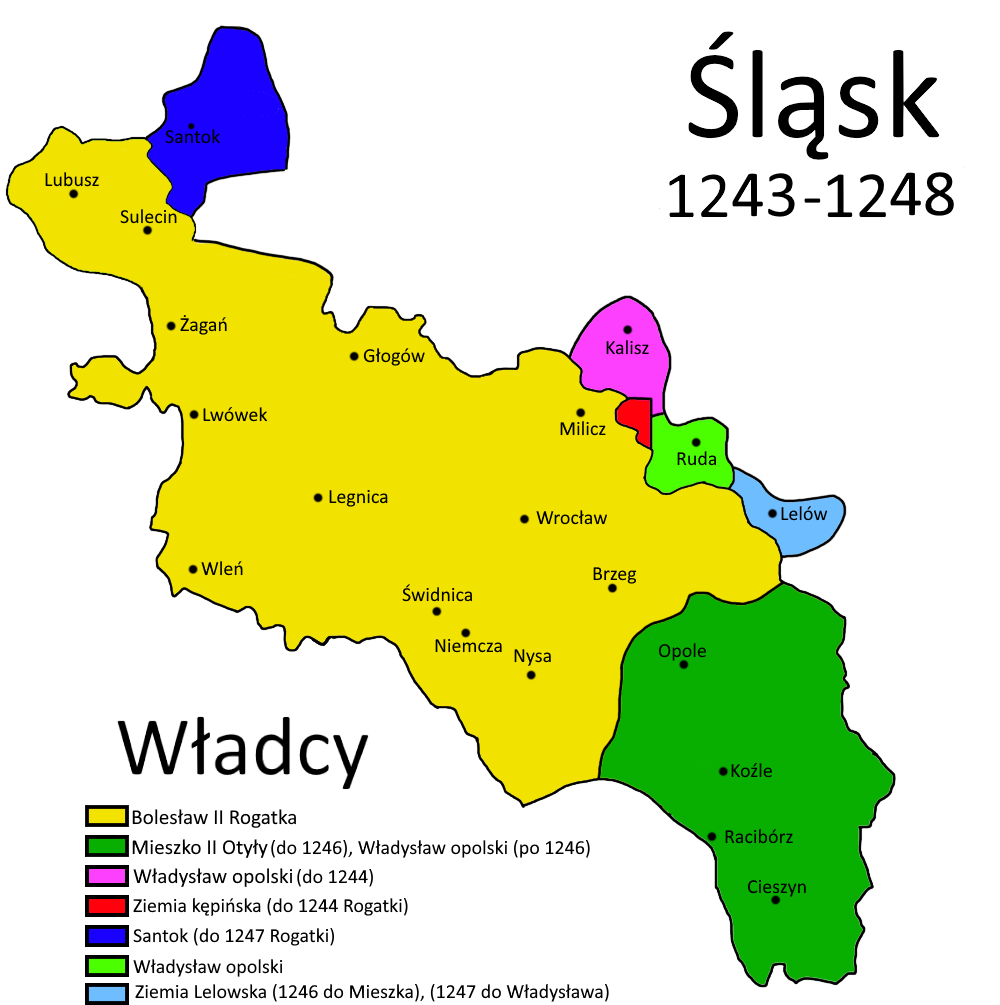
Władztwo Władysława opolskiego: 1239–1244 księstwo kaliskie (różowy), 1239–1249 ziemia rudzka (jasnozielony), 1246–1247 ziemia lelowska (niebieski), 1246–1273 księstwo opolsko-raciborskie

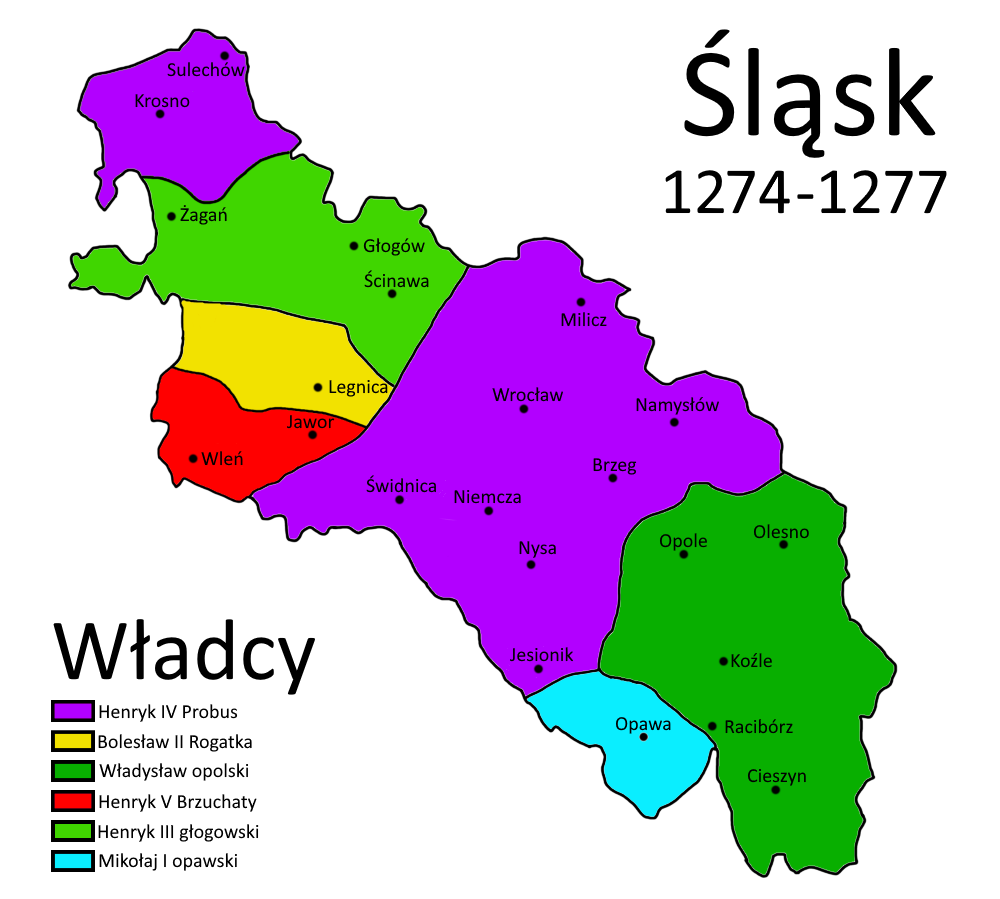
Władztwo Władysława opolskiego w latach 1274–1277

Władysław opolski (ur. ok. 1225, zm. 27 sierpnia lub 13 września 1281/82) – książę kaliski w latach 1234–1244, książę rudzki 1234–1249, książę opolsko-raciborski 1246–1280/81 (do 1241 roku pod zwierzchnictwem książąt śląskich).

## Życiorys
Władysław był drugim pod względem starszeństwa synem księcia opolsko-raciborskiego Kazimierza I i nieznanego pochodzenia księżnej Wioli (być może była Bułgarką), młodszym bratem Mieszka Otyłego. W chwili śmierci ojca obaj bracia byli jeszcze małoletni, w związku z czym znaleźli się pod opieką matki i księcia śląskiego Henryka I Brodatego. W 1234 roku Henryk Brodaty, pragnąc przejąć pełnię kontroli nad księstwem opolsko-raciborskim, przeniósł Kazimierzowiców do księstwa kaliskiego, nie pozbawiając jednak ich prawa do dziedzictwa ojcowego. Cztery lata później starszy brat Władysława – Mieszko osiągnął pełnoletniość i za zgodą Henryka II Pobożnego objął rządy nad księstwem opolsko-raciborskim. Pomimo tego Władysław wraz z matką pozostał w księstwie kaliskim.
W 1241 roku wobec śmierci Henryka II w bitwie pod Legnicą nastąpiło całkowite uniezależnienie się młodszego Kazimierzowica od książąt śląskich, jednak wobec rewindykacyjnej akcji księcia wielkopolskiego Przemysła I, utrata władzy nad Kaliszem była już tylko kwestią czasu. Ostatecznie Władysław utrzymał Kalisz w swoich rękach do 1244 roku, a wielkopolską Rudę jeszcze przez pięć lat.
W 1246 roku zmarł bezpotomnie książę opolsko-raciborski Mieszko II Otyły, zostawiając całość swojego dziedzictwa w testamencie Władysławowi. Ze spadku po bracie nie udało mu się utrzymać tylko zdobytego niedawno grodu w Lelowie. Cechą polityki zagranicznej następnych lat księcia opolsko-raciborskiego było umiejętne manewrowanie pomiędzy pozostałymi księstwami piastowskimi. Na początku lat pięćdziesiątych XIII wieku doszło do unormowania stosunków z książętami wielkopolskimi. Władysław ostatecznie zrezygnował z pretensji do ziemi kaliskiej, a zawarty układ umocniony został ślubem z Eufemią Odonicówną – córką Władysława Odonica.
Małżeństwo to wkrótce wciągnęło Władysława wzorem pozostałych książąt polskich do wojny węgiersko-czeskiej o spadek po Babenbergach. Początkowo książę opolsko-raciborski poparł Węgrów, wspierając Bolesława Wstydliwego w wyprawie na czeską Opawę i Głubczyce. W 1255 roku jednak, z nieznanych powodów, Władysław zmienił front i wsparł króla Czech Przemysła Ottokara II (w 1260 osobiście brał udział w bitwie z Węgrami pod Kressenbrunn). Zmiana sojusznika już wkrótce przyniosła realne korzyści w postaci uregulowania po myśli Władysława przebiegu granicy z Czechami. W 1262 roku na zjeździe w Dankowie Władysław podjął próbę przeciągnięcia na stronę czeską Bolesława Wstydliwego i księcia wielkopolskiego Bolesława Pobożnego, jednak bez większych rezultatów. Wtedy też zapewne zachęcony przez króla czeskiego zgłosił pretensje do tronu krakowskiego, co jak przypuszczają historycy wyraziło się zmianą herbu na orła w koronie (jest to pierwszy przypadek użycia koronowanego orła w Polsce).
Okazja do wystąpienia o władztwo nad Krakowem nastąpiła dopiero w 1273 roku. Władysław korzystając z wypowiedzenia posłuszeństwa Bolesławowi Wstydliwemu przez część możnych wkroczył z siłami opolsko-raciborskimi w granice Małopolski. Do decydującego starcia doszło 2 czerwca 1273 roku pod Bogucinem niedaleko Olkusza, gdzie oddziały Władysława doznały sromotnej klęski. W październiku tegoż roku Bolesław Wstydliwy zorganizował wyprawę odwetową, z powodu jednakże szczupłości sił ograniczył się wyłącznie do zniszczenia dziedzin wroga. W 1274 roku Władysław i Bolesław Wstydliwy zdecydowali się na zawarcie pokoju. Książę opolsko-raciborski zrezygnował wtedy zapewne z pretensji do tronu krakowskiego, w zamian za co nastąpiła korekta granic obu sąsiadujących ze sobą księstw (chodziło o zamianę ziemi chrzanowskiej, która odtąd miała dzielić losy Małopolski, na tereny pomiędzy Skawą a Skawinką).
26 sierpnia 1278 doszło do decydującej dla losów Przemysła Ottokara II bitwy pod Suchymi Krutami. Władysław opolski, podobnie jak kilku innych książąt śląskich (m.in. Henryk III głogowski, Henryk IV Probus), wysłał na pomoc Ottokarowi posiłki zbrojne. Wnet po otrzymaniu wiadomości o śmierci Przemysła, książę opolsko-raciborski wtargnął zbrojnie na ziemię opawską, chcąc prawdopodobnie ją zdobyć i przyłączyć do Księstwa Opolskiego. Zamiar ten nie powiódł się wobec szybkiego unormowania sytuacji w Pradze i objęcia rządów przez sprawną regencję w imieniu małoletniego Wacława II. Do unormowania stosunków z Czechami doszło dopiero w marcu 1280 roku na zjeździe w Wiedniu, gdzie  książę Henryk IV Prawy i  książę Władysław I opolski złożyli hołd lenny królowi niemieckiemu Rudolfowi I Habsburgowi. Spotkanie to stało się okazją do zawarcia przez Władysława nowego sojuszu, tym razem z księciem wrocławskim Henrykiem IV Probusem. Układ został przypieczętowany małżeństwem nieznanej z imienia córki księcia opolsko-raciborskiego z władcą Wrocławia. Władysław obiecał wtedy m.in., że będzie wspierał swojego zięcia w staraniach o koronę królewską, pod tym jednak warunkiem, że będzie ukoronowana także jego córka.
W polityce wewnętrznej Władysław starał się kontynuować dzieło swoich poprzedników, zwiększając znaczenie kościoła wrocławskiego w swoim księstwie. Był fundatorem wielu klasztorów, nie optując wyraźnie po stronie żadnego z liczących się wówczas zakonów (założył klasztory dominikanów w Raciborzu, cystersów w Rudach, franciszkanów w Wodzisławiu i Głogówku oraz benedyktynów w Orłowej). Innym ważnym przejawem jego rządów było prawo magdeburskie dla całego szeregu miast (m.in. Bytomia, Gliwic, Lublińca, Oświęcimia, Kęty, Wodzisławia Śląskiego, Żor).

## Śmierć i potomstwo
Władysław Kazimierzowic umarł 27 sierpnia lub 13 września (według innych źródeł) 1281 ewentualnie 1282 roku i pochowany został najprawdopodobniej w kościele dominikańskim w Raciborzu. Pozostawił po sobie jedną córkę o dyskusyjnym imieniu (pojawiła się hipoteza, że nazywała się Konstancja, była ona żoną Henryka Probusa) i czterech synów, którzy wkrótce podzielili między siebie jednolite dotąd księstwo opolsko-raciborskie, byli to (według starszeństwa): Mieszko cieszyński, Kazimierz bytomski, Bolko I opolski i Przemysław raciborski.